# Downtown Chicago
Downtown Chicago (aussi appelé « Central Chicago ») désigne la partie centrale de la ville de Chicago, dans l'État de l'Illinois, aux États-Unis. Downtown est l'une des quatre sections géographiques qui divisent naturellement le territoire de la ville de Chicago au niveau du canal sanitaire de Chicago et de la rivière Chicago.

## Présentation
Cette partie de la ville constitue le centre-ville et le quartier d'affaires (Central Business District) de Chicago qui s'étale sur trois des soixante-dix-sept secteurs communautaires de la ville : Near North Side, le Loop et Near South Side.
Le Loop est ce que les gens appellent le centre historique de Chicago. La limite de ce quartier se rapporte plus spécifiquement à un secteur lié par un circuit de passage public délimité par Lake Street au nord, Wabash Avenue à l'est, Van Buren Street au sud, et Wells Street à l'ouest.
L'origine de son nom, Loop, qui signifie en français « la boucle », semble provenir d'une ligne de tramway qui, en 1882, faisait une boucle autour du quartier avant qu'elle ne soit remplacée par l'Union Loop, qui est une ligne du métro aérien de l'actuelle Chicago Transit Authority qui effectue toujours le même circuit.
C'est le deuxième plus grand quartier d'affaires aux États-Unis, après Midtown Manhattan à New York.
Dans le langage officiel de la ville, tracé par les sociologues de l'Université de Chicago dans les années 1920, le Loop est le secteur communautaire numéro 32 de la ville, le Near North Side est le numéro 08 et le Near South Side est le numéro 33. Bien que la frontière originale soit le secteur encerclé par les voies élevées de l'Union Loop, le Loop est lié par la rivière Chicago au nord et à l'ouest, la Roosevelt Road au sud, et le lac Michigan à l'est.
Étant donné que le centre-ville et ses nombreux gratte-ciel se sont répandus à l'extérieur du secteur durant ces dernières années, aujourd'hui « la boucle » est employée plus généralement pour dénoter la vieille ville.

## Transports
Downtown Chicago est desservie par les transports en commun de la Chicago Transit Authority (CTA) qui régit les bus et le métro de Chicago (lignes bleue, rouge, verte, brune, mauve, orange et rose) et par des autoroutes (Kennedy Expressway, Dan Ryan Expressway, Lake Shore Drive, Interstate 290 et Interstate 55).